# Économie du Niger

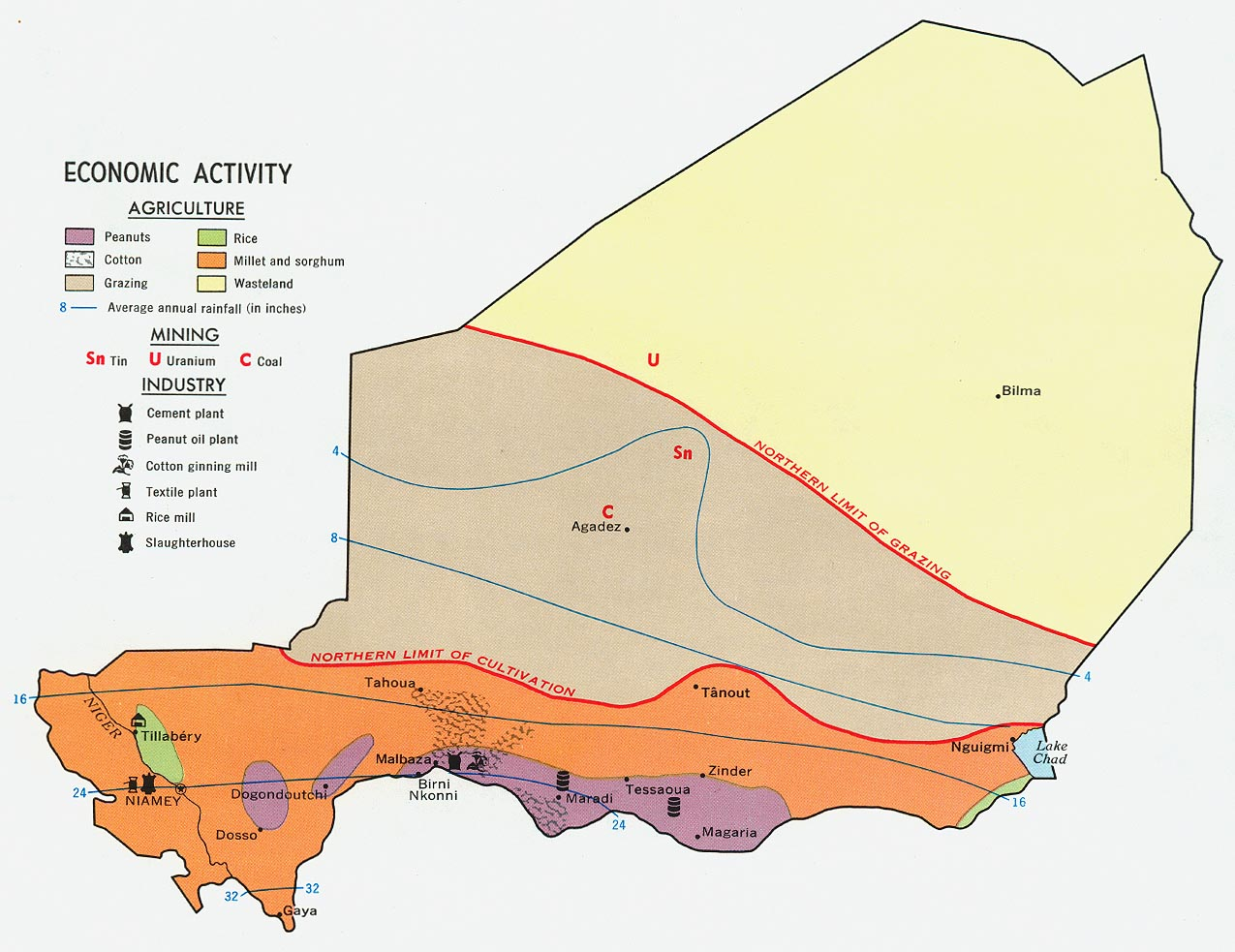
Carte économique du Niger.

Le Niger est un pays d'Afrique subsaharienne dont l’économie repose avant tout sur l'agriculture, qui représente 50 % du PIB. L'industrie y est peu représentée, l'extraction et le traitement du minerai d'uranium constituant sa principale source de revenus.

## Eau
Il n’est pas anodin que nombre de documents de l’Institut national de la statistique du Niger commencent par un chapitre sur la pluviométrie et la couverture des besoins en eau. C’est un obstacle important au développement de l’économie du pays et à l’amélioration des conditions de vie de ses habitants.
L’insuffisance de la ressource est à l’origine d’une concurrence entre les besoins des habitants, de l’agriculture et de l’industrie minière, grosse consommatrice (uranium d'Arlit).
Les ressources en eau sont :
- au nord : des aquifères fossiles (donc non renouvelables), quelques points d’eau (oasis).
- au Sahel, de rares précipitations et des cours d’eau temporaires, des puits,
- au sud : les précipitations d'été y sont en général suffisantes pour permettre l’agriculture.
- à l’ouest : le fleuve Niger.

En 2008 a été lancée officiellement la construction du barrage de Kandadji
sur le fleuve Niger à Dessa (au sud d’Ayérou), pour une mise en service en 2013. Les travaux ont réellement commencé en 2011, et la fin espérée pour 2016. La longueur du barrage sera de 8,5 km et la capacité du réservoir de 1,569 km3. Les objectifs sont :
- assurer un débit d’étiage de 120 m3/s sur le fleuve Niger,
- sécuriser l’alimentation en eau potable de l’agglomération de Niamey,
- mettre en valeur par l’irrigation environ 45 000 ha,
- produire de l’électricité avec une puissance 125 MW pour une production annuelle de 629 GWh.

Les travaux ont repris depuis mars 2019. En juillet 2022, le niveau d'exécution est de 24%. Lors d'une réunion de haut niveau tenue en mai 2022, le Président Mohamed Bazoum a demandé l'accélération de la mise en œuvre de ce projet structurant qu'il a finalement visité lui-même en octobre 2022. L'ouvrage qui assurera l'indépendance énergétique du Niger est attendu en 2025 et le coût du financement est de 740 milliards de Fcfa. 

## Agriculture, élevage, pêche et forêts
Le pays comprend une zone agro-pastorale au sud, suffisamment humide pour permettre une culture de céréales (principalement du mil), et une zone uniquement pastorale au nord. Le recours à l'irrigation est très limité[pourquoi ?] avec moins de 2 % des surfaces cultivées, ce qui rend très aléatoire la production agricole.
L’agriculture, l’élevage, la pêche et la sylviculture.
constituent le premier secteur d’activité du Niger avec environ 49 % du PIB du pays en 2010.

### Agriculture

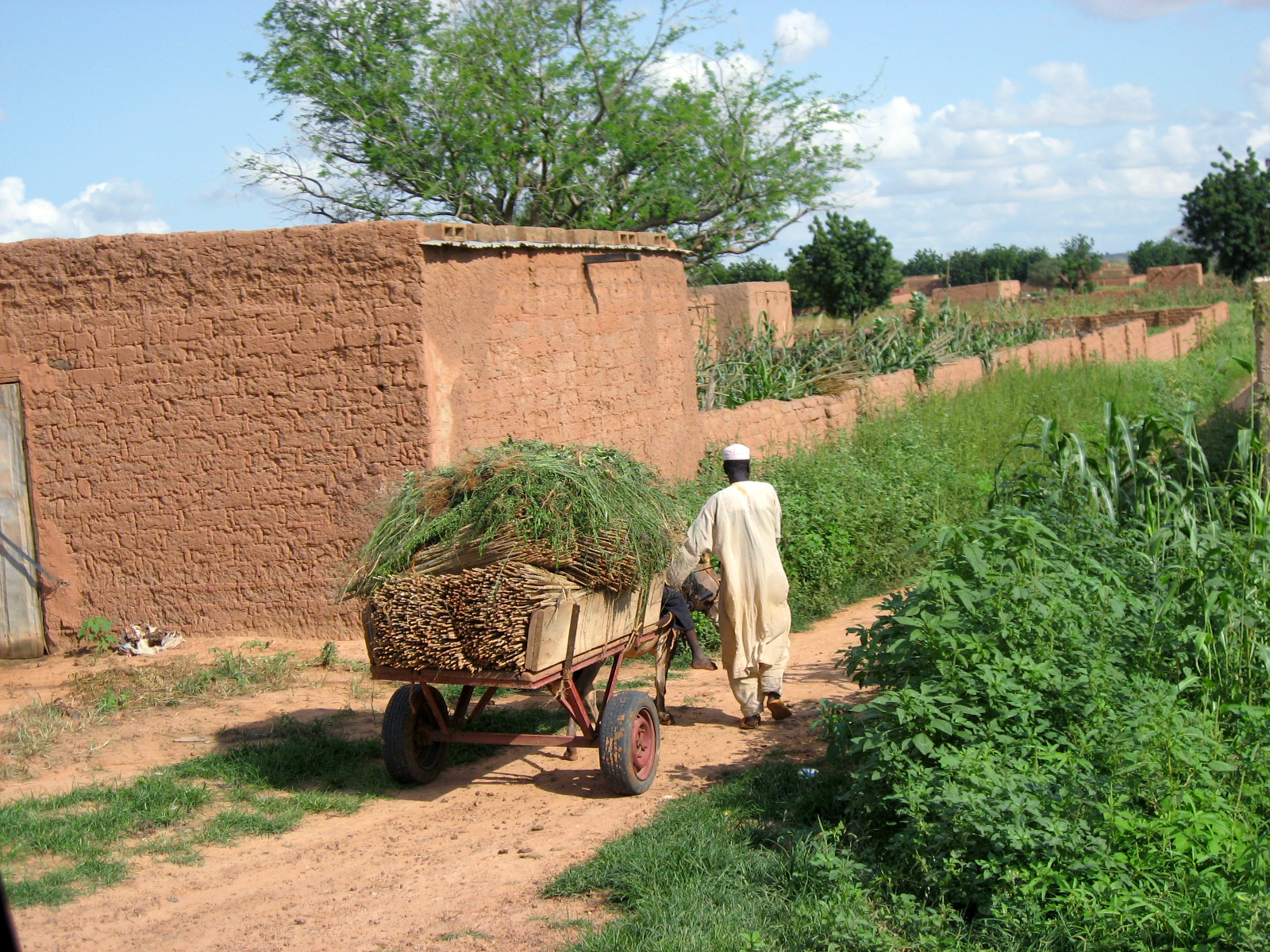
Récolte du sorgho à Koré Maïroua.

Structurellement insuffisante (céréales) et peinant à suivre une augmentation de la population de 3,3 % par an, la production agricole est périodiquement affectée par des années sécheresses voire des invasions de criquets (2000, 2004, 2009). En 2004, les 2 fléaux ont frappé le pays et cela s'est traduit par une crise alimentaire début 2005.

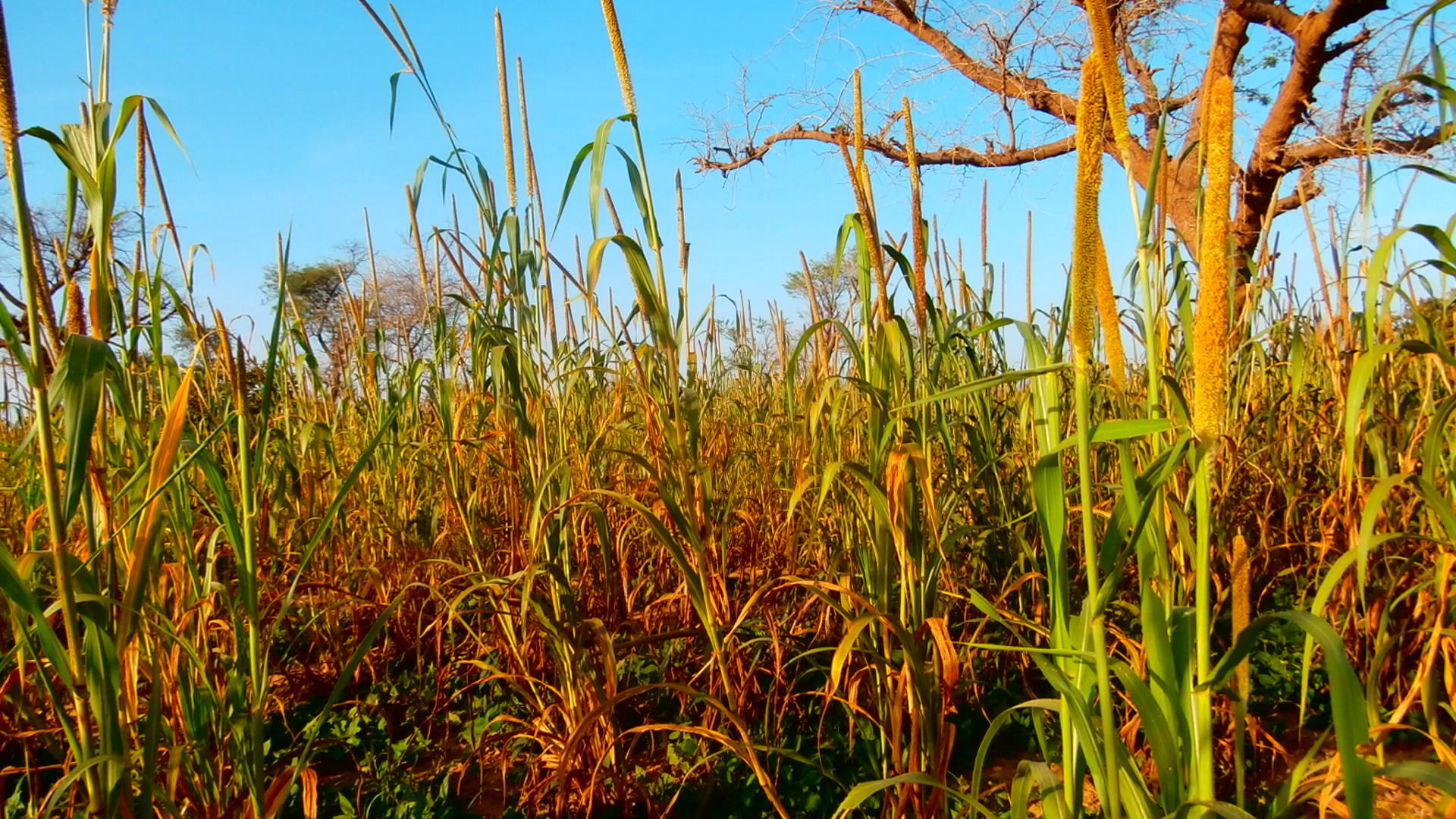
un champ de mil au Niger

| Produit              | Superficie (ha) | Production 2010 (t) | Principales régions              |
| Mil                  | 6 513 000       | 3 837 500           | Dosso, Maradi, Tillabéri, Tahoua |
| Sorgho               | 2 545 000       | 1 301 800           | Maradi, Zinder, Tahoua           |
| Riz                  | 14 000          | 30 000              | Tillabéri                        |
| Maïs                 | 2 000           | 9 400               | Diffa                            |
| Fonio                | 3 000           | 5 500               | n/d                              |
| Niébé                | 4 156 000       | 1 773 400           | Diffa, Dosso, Tahoua             |
| Voandzou             | 72 000          | 27 500              | n/d                              |
| Tubercules           | 13 000          | 191 000             | Maradi                           |
| Cultures maraîchères | 68 000          | 530 000             | n/d                              |
| Arachide             | 676 000         | 305 000             | Maradi                           |
| Canne à sucre        | 188 000         | 4 000               | n/d                              |

### Élevage

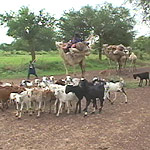
Eleveurs nomades fuyant la sécheresse.

L’élevage se pratique de façon extensive, notamment dans les ¾ nord-est du pays. Il représente une part importante de la production agro-alimentaire du Niger. La consommation de viande étant faible, le Niger est exportateur net de bétail, de peaux et de viande. La production de lait est insuffisante et doit être compensée par des importations.
| Type de bétail | Nombre de têtes | Principales régions           |
| Caprins        | 13 673 000      | Zinder, Tahoua, Maradi        |
| Ovins          | 10 917 000      | Zinder, Tahoua, Maradi        |
| Bovins         | 9 817 000       | Zinder, Tillabéri, Tahoua     |
| Camelins       | 1 670 000       | Tahoua, Diffa, Maradi, Zinder |
| Asins          | 1 631 000       | Tahoua, Zinder, Tillabéri     |
| Equins         | 242 000         | Zinder, Diffa                 |

### Pêche
La pêche est pratiquée dans les « mares » du sud du pays (région de Diffa), et sur le fleuve Niger. L’aquaculture représente moins de 1/4 de la production. La production (55 860 tonnes en 2003, 3 380 tonnes en 2008) a connu une chute brutale à partir de 2006, et le pays est devenu importateur, bien que la consommation ait fortement diminué.

### Forêts
La forêt nigérienne couvre environ 12 000 000 ha, soit 10 % du territoire, mais la moitié est qualifiée de dégradée. Le Niger a entrepris un important programme de reboisement (fixation des dunes, réhabilitation des zones dégradées, haies, coupe-vent), mais ces efforts sont contrecarrés par les périodes de sècheresse, les besoins en bois des habitants et les feux de brousse.
Le bois de chauffage constitue la première source d’énergie du Niger (9 400 000 m3 par an). La forêt produit également de la gomme arabique (160 000 ha de gommeraies, naturelles ou replantées) de façon artisanale.

## Industrie

### Activité minière
La seule ressource connue en 2011 réellement abondante est l’uranium. D’autres minéraux sont exploités, comme le pétrole, le charbon, l’or, mais les réserves et la production restent faibles.
Ce secteur représente environ 9 % du PIB du pays entre 2007 et 2011.

#### Uranium

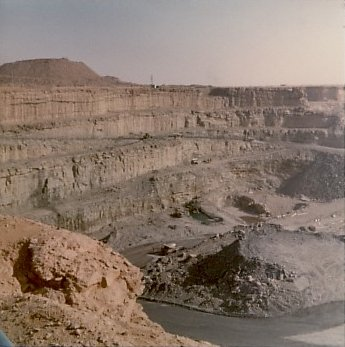
Mine d’uranium à Arlit.

Trois gisements d'uranium sont exploités, Arlit et Akouta par des filiales de la société française Areva NC, et Azelik par une filiale de la société chinoise CNNC :
- La mine d'Arlit, par la SOMAÏR[17] : la mine située à proximité de la ville d'Arlit est exploitée à ciel ouvert. La mine a produit 1 808 tonnes d'uranium métal en 2009, soit une production cumulée d'environ 50 000 tonnes depuis 1971. Environ 1 000 personnes sont employées par la SOMAÏR.

- Les mines d'Akouta, par la COMINAK[17] : les gisements profonds situés dans la commune rurale d'Akokan (au sud d'Arlit) sont exploités sur les sites d'Akouta, Akola et Afasto. C'est la plus grande exploitation souterraine d'uranium au monde. Les mines ont produit 1 435 tonnes d'uranium métal en 2009, soit une production cumulée d'environ 60 000 tonnes depuis 1978. Environ 1 200 personnes sont employées par la COMINAK. En octobre 2019, Orano annonce la fermeture de la mine pour Mars 2021[18].

- Les mines d'Azelik : la SOMINA, coentreprise entre China Nuclear International Uranium Corporation (filiale de la CNNC) et l’état nigérien créée en juin 2007, exploite depuis début 2011 une mine d’uranium à Azelik[19]. La production devrait atteindre 700 tonnes d’uranium métal en 2011, et monter à environ 2 500 tonnes en 2015.

En raison de leur faible teneur en uranium (< 0,5 %) les minerais sont traités sur place à Arlit, Akouta et Azelik. L'uranium, sous la forme d'uranates, est exporté par le port de Cotonou au Bénin.
La production totale en 2010 est de 4 200 tonnes (production mondiale : 53 600 tonnes en 2010), représentant 61 % des exportations du Niger.
Le gisement d'uranium d'Imouraren situé à 80 km au sud d'Arlit dans la commune rurale de Dannat et découvert en 1966 devrait entrer en production fin 2014 (sauf nouveau retard). Exploité à ciel ouvert par la société Imouraren SA, ce gisement de 20 km2, mais de très faible teneur (0,08 %) devrait produire selon AREVA environ 5 000 tonnes d'uranium métal par an pendant 35 ans, faisant du Niger le 2e producteur mondial.

#### Pétrole

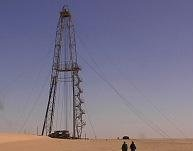
Exploration pétrolière dans le Ténéré.

Le Niger produit du pétrole depuis fin 2011 à partir du gisement d'Agadem, dans la zone du Termit-Ténéré près de la frontière du Tchad. L'exploitation est réalisée en coopération avec la China National Petroleum Corporation (CNPC).
Les réserves sont estimées début 2012 à 320 millions de barils, et la production à environ 20 000 barils par jour (production mondiale : 82 000 000 barils par jour en 2010). Le pétrole est transféré par un oléoduc de près de 700 km vers la raffinerie de Zinder, pour y être raffiné.
Le pétrole nigérien est resté longtemps inexploité. Le Niger demandait que son exploitation soit couplée à la construction d'une raffinerie couvrant les besoins du pays. Les compagnies pétrolières ont refusé, arguant que la raffinerie serait non-rentable, jusqu'à ce que la China National Petroleum Corporation accepte cette condition en 2008.
La raffinerie de Zinder a commencé son activité en décembre 2011 dans la commune rurale d’Ollelewa, dans le département Tanout. Elle est exploitée par la Société de raffinage de Zinder (SORAZ), une coentreprise entre la China National Petroleum Corporation (CNPC) et l’état nigérien.
Sa capacité de raffinage est de 20 000 barils par jour. La consommation du Niger étant de 7 000 bbl/j, les 2/3 restants doivent être exportés vers les pays voisins.
Le 1er novembre 2023, un oléoduc géant de 2 000 km de long est inauguré: grâce à lui, le Niger pourra pour la première fois de son histoire acheminer d'importantes quantités de brut depuis le Sud-Est du pays jusqu'au Bénin.

#### Or
La Société des mines du Liptako (SML), coentreprise entre la SEMAFO et l’État nigérien, exploite la mine d’or de Samira Hill, dans le département de Téra, près de la frontière du Burkina Faso à environ 100 km à l’ouest de Niamey.
La production de la mine est estimée à environ 1 320 kilogrammes d'or en 2011
(production mondiale : 2 500 tonnes en 2010).
En 2009, 1 985 kg d’or avaient été produits au Niger, dont 1 770 kg de façon industrielle.

#### Charbon
La société SONICHAR d’Anou Araren, entreprise parapublique créée en 1975, produit du charbon dans une mine à ciel ouvert depuis 1980.
La production, 246 558 tonnes en 2010
(production mondiale : 7,2 milliards de tonnes en 2010), est utilisée quasi intégralement sur place dans une centrale thermique, exploitée par la même société, pour alimenter les usines de traitement d’uranium d’Arlit et Akokan, ainsi que les principales villes de la région d’Agadez.
La Société nationale des charbons de l’Azawak (SNCA) a été créée en 2006 pour exploiter et mettre en valeur un gisement de charbon dans le bassin de l’Azawak, à 80 km au nord-ouest de Tahoua. Les réserves sont estimées à 30 millions de tonnes. Le projet comprend la construction d’une centrale thermique de 200 MW et d'une usine de fabrication de briquettes de charbon à usage domestique dans le but de limiter l’utilisation du bois.Fin 2011, le projet en est toujours au stade des études de faisabilité.

#### Autres
Les phosphates sont exploités dans la région Tahoua.
La cassitérite (étain) a été exploitée dans l'Aïr. Depuis l'arrêt des mines de Taraouji et de Timia dans les années 1980, la production est tombée à 12 tonnes en 2009 (production mondiale : 367 000 tonnes en 2011), dans la localité d’El Mecki.
Citons encore le gypse et calcaire qui alimente la cimenterie de Malbaza. La ressource est importante, mais de peu de valeur.

### Industrie
L’industrie est essentiellement représentée par l’abattage du bétail et le traitement des cuirs et peaux. Elle compte environ 900 établissements et représente environ 5 % du PIB du pays en 2010.
Le secteur de la construction représente environ 4 % du PIB en 2009.
La production et distribution d'électricité, de gaz et d'eau représente environ 1 % du PIB en 2009. Environ 89 % de l’électricité distribuée par la société NIGELEC est importé du Nigeria, et le taux d’accès au réseau électrique est de 8 % au niveau national.

## Services

### Commerce et artisanat
C’est le second secteur d’activité du Niger. Il représentait environ 13 % du PIB du pays en 2010. Le secteur de la réparation est dynamique.

### Tourisme et hôtellerie
Le tourisme au Niger est peu développé malgré ses potentialités[réf. souhaitée].
Les randonnées dans le massif de l'Aïr et le désert du Ténéré constituent un tourisme de niche qui pâtit de l’insécurité liée à la présence de l’AQMI dans le Sud saharien. Malgré sa richesse biologique et la diversité de ses paysages, le parc national du W du Niger, n’a pas la renommée des parcs du Kenya et de la Tanzanie.
Les retombées économiques du tourisme touchent de nombreux secteurs (hostellerie, restauration, transport, artisanat, etc.) mais ne sont pas chiffrées en tant que telles[réf. souhaitée].
Le Niger compte 125 hôtels en 2015 et près de 50 % situé à Niamey.
Niamey est devenu, avec le sommet de l’Union Africaine de 2019, une ville de fort développement hôtelier. Cela s’illustre avec l’implantation du Radisson Blu Niger, du Bravia Hotel Niger et du Noom Hôtel de Niamey pour compléter une offre d’hôtels très polarisé entre les hôtels haut de gamme (Solux 5*) et les hôtels bas de gamme. L’ouverture de ces hôtels s’est faite avant le sommet toutefois avec cette soudaine explosion de l’offre d’hébergement dans la capitale les études de marché sont faussées et les prévisions de rentabilité sont incertaines. Le secteur de l’hôtellerie et du tourisme fait face, au Niger, à de nombreux problèmes d’abord sécuritaire, du manque d’infrastructures et de compétences managérial puis enfin d’une faible exploitation des circuits touristiques.
L’hôtellerie et la restauration représentent environ 2 % du PIB en 2010.

### Autres services
Le secteur de la santé emploie environ 4 200 professionnels et représente, hors fonction publique, environ 2 % du PIB en 2010.
L’éducation emploie 56 200 enseignants dans 14 300 établissements et représente, hors fonction publique, environ 2 % du PIB en 2010.
Le secteur bancaire est peu développé. Il y a 10 établissements bancaires et 77 guichets en 2009, dont 43 à Niamey.
La fonction publique emploie 40 400 personnes en 2010 (titulaires, auxiliaires et contractuels).
Les autres services représentent environ 6 % du PIB en 2010.

## Transport et communication
Le Niger ne dispose pas de voie ferrée. Il participe cependant à la gestion de la ligne Cotonou-Parakou au Bénin au travers de l’Organisation commune Bénin-Niger (OCBN). Le fleuve Niger, dans l’ouest du pays, est navigable quelques mois par an sur 300 km pour de petites embarcations. Le trafic aérien est peu important. Les transports de marchandises et de voyageurs reposent essentiellement sur la route.
Ce secteur représente environ 7 % du PIB du pays en 2010.

### Réseau routier

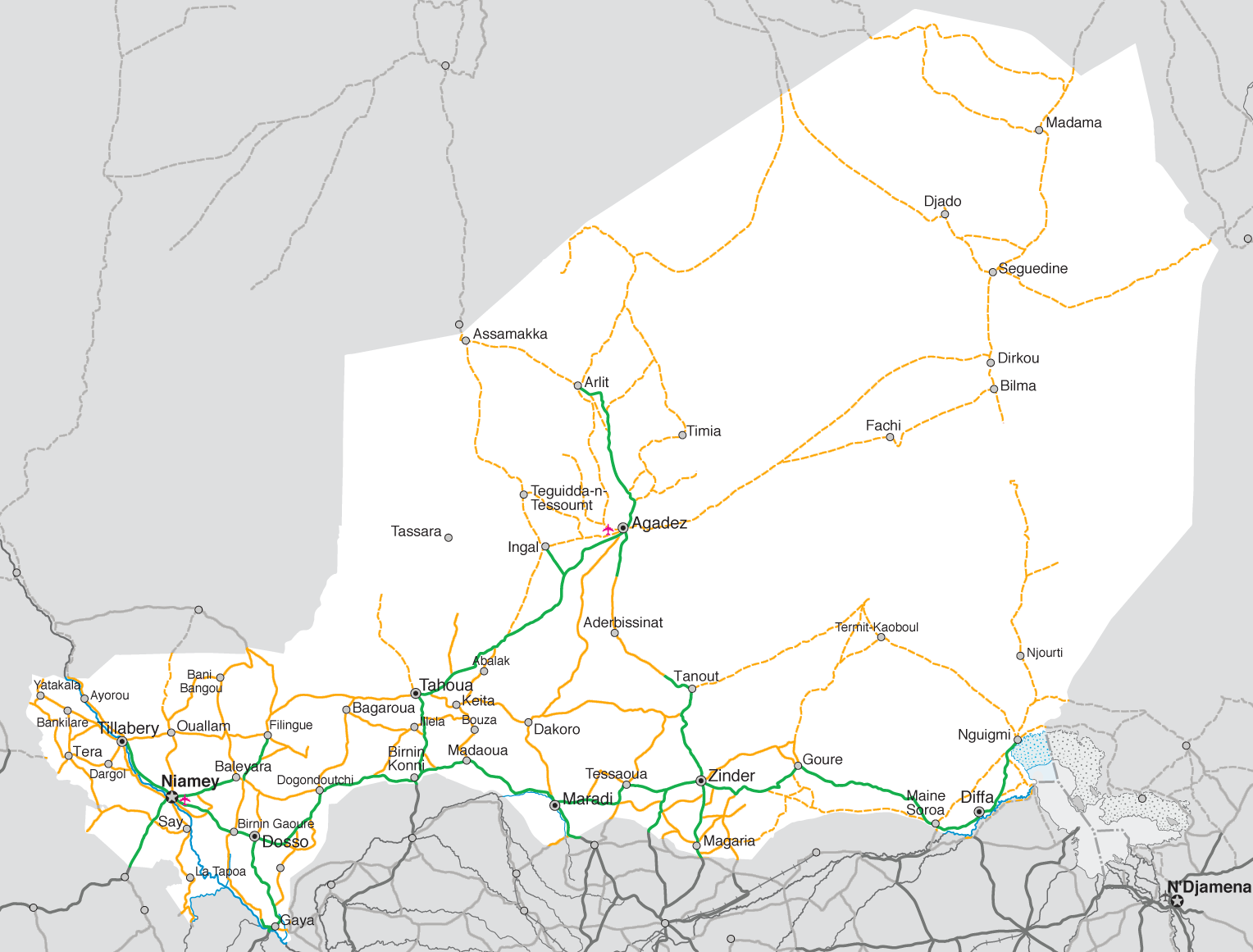
Le réseau routier nigérien.

Deux routes transafricaines traversent Kano:
- Route transsaharienne, Alger (Algérie) — Lagos (Nigeria);
- Route trans-sahélienne, Dakar (Sénégal) — N'Djaména (Tchad).

Le réseau routier nigérien comprend :
- Routes bitumées : 4 825 km, pour un pays qui fait 1 500 km d’est en ouest et 1 200 km du nord au sud,
- Routes non revêtues (pistes entretenues) : 7 413 km,
- Pistes sommaires : 7 719 km.

Le port le plus proche est celui de Cotonou au Bénin, à 800 km (environ 1 000 km par la route) au sud de Niamey.
Il y avait 93 118 véhicules particuliers immatriculés en 2009, soit 1 pour 168 habitants. L’âge moyen des autocars est de 15 ans, celui des camions de 17 ans.

### Aéroports
Le Niger dispose de 6 aéroports, situés dans les principales villes, ainsi que de 14 aérodromes (2014) dotés le plus souvent de pistes d’atterrissage en terre.
| Ville  | Code IATA | Code OACI | Nom                                 |
| Niamey | NIM       | DRRN      | Aéroport international Diori Hamani |
| Tahoua | THZ       | DRRT      | Aérodrome de Tahoua                 |
| Maradi | MFQ       | DRRM      | Aérodrome de Maradi                 |
| Zinder | ZND       | DRZR      | Aéroport international de Zinder    |
| Agadez | AJY       | DRZA      | Aéroport international Mano Dayak   |
| Arlit  | RLT       | DRZL      | Aéroport d'Arlit                    |

### Télécommunications
Le marché de la téléphonie fixe et mobile est partagé entre 5 sociétés placées sous le contrôle de l’Autorité de régulation multisectorielle (ARM).
| Nom de marque | Société        | Typede téléphonie | Nombre d'abonnés (2010) | CA (millions $) |
| Niger Telecom | Niger Telecom  | Mobile            | 264 616                 | 4,8             |
| Airtel Niger  | Bharti Airtel  | Mobile            | 2 012 717               | 143,8           |
| Orange Niger  | Orange Niger   | Fixe + Mobile     | 1 102 019               | 54,0            |
| Moov Niger    | Maroc Télécoms | Mobile            | 404 468                 | 20,0            |
| Total         |                |                   | 3 867 841               | 249,1           |

Depuis 2007, la téléphonie mobile est en très forte croissance. Le taux de pénétration est de 24,6 % en 2010 (0,6 % seulement pour la téléphonie fixe). Bien que faible, ce chiffre peut surprendre compte tenu de la faible couverture des réseaux (52,6 % de la population), du faible taux d’électrification, de la jeunesse (50 % a moins de 15 ans) et de la pauvreté de la population.

### Projet de gazoduc
En février 2022, le Niger s'entend avec l'Algérie et le Nigéria pour signer une feuille de route concernant le projet de gazoduc transsaharien. Ce projet, qui date des années 1980, patauge depuis près de quarante ans mais semble, avec cette signature, suivre une nouvelle dynamique même si des obstacles financiers restent à surmonter, tout comme la concurrence d'autres projets.

## Aide internationale
Selon de PNUD, le Niger a reçu 275,38 milliards de Francs CFA (environ 600 millions de $) en 2008 au titre de l’aide publique au développement, soit environ 11,3 % du PIB du pays. L’important est le caractère endémique de cette situation.
Avec un PIB annuel à peine supérieur à 5 milliards de $, le Niger ne peut pas financer son développement. Ceci ajouté à la fragilité de la situation alimentaire conjuguée avec les sécheresses et invasions de criquets récurrentes (3 fois au cours des 10 dernières années), on peut dire que le Niger ne peut pas vivre sans l’aide internationale (rédigé mi 2012).
À ces aides institutionnelles, il faudrait ajouter les interventions de nombreuses ONG sur le terrain, difficilement chiffrables.
En septembre 2021, l'UNFPA et la banque islamique d'investissement (BID) font don de 55 ambulances au gouvernement du Niger.
En octobre 2021, la France fait don de mitrailleuses lourdes et de véhicules tout-terrain au gouvernement du Niger afin de combattre les groupes terroristes qui sévissent dans le Sahel. Au total, ce sont 28 véhicules pick-up militaires et 71 mitrailleuses lourdes qui sont envoyés.
Début novembre 2021, les autorités nigériennes et le FMI concluent un accord pour une enveloppe de 278,5 millions de dollars alloués sur la période 2021-2024. Cet accord inscrit dans le cadre de la Facilité Elargie de Crédit (FEC) vise à renforcer la stabilité macroéconomique ainsi qu'à améliorer la gouvernance et la transparence au sein de l'Etat.
En décembre 2021, le Groupe de la Banque africaine de développement (BAD) approuve une subvention de 420 000 dollars en faveur du Niger. Les fonds sont destinés à la caisse des dépôts et consignations du Niger dans le but de développer une stratégie de mobilisation de l'épargne institutionnelle et de refinancement des logements sociaux.
En février 2022, le Fonds central d'intervention d'urgence du Système des Nations unies (CERF) octroie au Niger un montant de 10 millions de dollars (5,745 milliards CFA) destiné à aider pendant un an plus de 300 000 personnes affectées par la crise alimentaire.
Le 1er juin 2024, le FMI annonce un versement à venir de plus de 70 millions de dollars pour soutenir l'économie du Niger.

## Indicateurs macroéconomiques
En 2021, le Niger est à la dernière place mondiale du classement du Programme des Nations unies pour le développement (PNUD), selon l'Indice de développement humain (IDH).
Produit intérieur brut
Le PIB à parité de pouvoir d’achat (PPA) par habitant de 761 $ situe le Niger parmi les 10 pays les plus pauvres du monde. L’indice de développement humain établi par le PNUD, qui tient compte du PIB, du niveau d’éducation et de l’espérance de vie, le ramène à la 189e place sur 191.
Le taux de croissance moyen de 5,4 % est significatif, mais il est compensé par une augmentation de 3,3 % par an de la population. Ainsi en 2010, le taux de croissance était de 8,2 % (année de rebond après la récession de 2009), mais seulement de 4,6 % par habitant.
Commerce extérieur
Le commerce extérieur est lourdement déficitaire et les exportations reposent essentiellement sur l’uranium (61 % en 2010). Ces dernières années, les importations en provenance de Chine ont pris une place prépondérante (22 %) en 2022. À rapprocher sans doute de la mise en place par la Chine des installations d’extraction et de traitement d’uranium et de pétrole.
Emploi et chômage
L’emploi est mal connu en dehors de la fonction publique. L’économie informelle (dépourvue de comptabilité formelle écrite) est évaluée à 70,7 % du PIB. Les informations fournies par l’ANPE nigérienne sont trop partielles pour être significatives. Partant, les organismes officiels tel l’OIT ont peu d’information sur le sujet.
Organisations régionales
Le Niger est membre de l'Union économique et monétaire ouest-africaine (UEMOA), de la Communauté économique des États de l'Afrique de l'Ouest (CEDEAO) et de la Communauté des États sahélo-sahariens (CEN-SAD),du G5 Sahel ou « G5S ».